# Троицкая, Валерия Алексеевна
Троицкая Валерия Алексеевна (15 ноября 1917, Петроград — 21 января 2010, Мельбурн) — советский и российский геофизик, доктор физико-математических наук, учёный с мировым именем, основоположница изучения геомагнитных пульсаций, слабых по амплитуде короткопериодных колебаний магнитного поля Земли, ею создана научная школа по изучению геомагнитных пульсаций как важного элемента переменного магнитного поля Земли.

## Биография
В 1934 году окончила известную школу Петришуле, а в 1941 году Ленинградский университет по специальности физика Земли.
С 1953 по 1989 год работала в Институте физики Земли Академии Наук СССР, с 1962 по 1989 год являлась заведующей отделом электромагнитного поля Земли.
Во время Международного геофизического года (МГГ, 1957—1958 гг.) была организована сеть наблюдений земных токов из 19 станций в различных точках России (в Институте физики Земли АН СССР — «Борок», «Ловозеро», «Петропавловск-Камчатский»).
Позднее, в 1964—1979 гг., организовала проведение уникальных советско-французских геомагнитных экспериментов в сопряженных точках Согра-Кергелен, то есть на противоположных концах одной и той же силовой линии геомагнитного поля. Эти исследования позволили понять важную роль геомагнитных пульсаций в фундаментальных процессах в магнитосфере и ионосфере Земли и разработать новое направление в геофизике — наземную диагностику состояния магнитосферы.
В 1966 году по приглашению французских учёных совершила погружение на французском батискафе «Архимед» на глубину 2500 м и провела измерения электромагнитного поля на дне Средиземного моря. Средства массовой информации назвали её «самой глубинной женщиной в мире».
С 1972 по 1980 год являлась президентом Международной ассоциации по геомагнетизму и аэрономии (МАГА)
В 1975 году за развитие международных научных связей награждена Орденом Дружбы народов, в 2007 году за заслуги перед отечественной космонавтикой медалью имени А. Л. Чижевского. Являлась членом российской академии естественных наук и многочисленных зарубежных академий.
В. А. Троицкой было опубликовано более 200 научных работ. Эти работы востребованы и сейчас, широко используемый в мировой практике индекс цитируемости научных работ В. А. Троицкой к 2008 г. составил более 1000.
В 1989 году вышла замуж за профессора австралийского Университета Кифа Кола. Являлась почётным профессором Университета в Мельбурне.